# Hilmar von dem Bussche-Haddenhausen

Hilmar von dem Bussche-Haddenhausen

Gruppenbild von der Rückreise aus Südamerika im April 1914 an Bord der Cap Trafalgar in Begleitung des Prinzen Heinrich (links sitzend): Hilmar von dem Bussche-Haddenhausen (Mitte, mit Mütze, neben dem Kapitän stehend), seine schwangere Frau María (sitzend, 2. von rechts) und sein zwölfjähriger Sohn Karl (ganz vorn)

Hilmar Freiherr von dem Bussche-Haddenhausen (* 31. Januar 1867 in Hannover; † 19. November 1939 in Ramos Mejia, Argentinien) war ein deutscher Diplomat.

## Leben
Hilmar war ein Sohn des Vizeoberstallmeisters Julius von dem Bussche-Haddenhausen (1827–1882) und dessen Ehefrau Mathilde, geborene von Salviati (1833–1892), verwitwete Rocheid of Inverleith, Tochter des Diplomaten Peter Heinrich August von Salviati. Die Familienerziehung in seinem Elternhaus orientierte sich an evangelisch-lutherischen Werten. Die Schulausbildung Hilmars erfolgte in den letzten Jahren am Gymnasium in Bückeburg, das er zu Ostern 1886 mit dem Abitur abschloss. Daraufhin begann er ein Jurastudium an den Universitäten in Genf, Leipzig und Berlin. Nach dem Referendarexamen am 1. Juni 1889 nahm er eine Tätigkeit im preußischen Justizdienst auf. Zwischenzeitlich promovierte er am 8. Januar 1890 zum Dr. jur. und belegte ab 1891 am Seminar für orientalische Sprachen in Berlin Lehrveranstaltungen für die russische und türkische Sprache. Das Assessorenexamen bestand er am 20. Januar 1894 und war zunächst Gerichtsassessor eingesetzt.

### Im Auswärtigen Amt
Noch im gleichen Jahr wurde Hilmar Freiherr von dem Bussche-Haddenhausen im Juni 1894 in das Auswärtige Amt für eine diplomatische Laufbahn einberufen. Seinen Dienst trat er am 13. Juli 1894 in der Abt II (Handelspolitik) an. Bereits ein Jahr später im Mai wurde er außerplanmäßig zum Legationssekretär ernannt und ab 24. Mai an der deutschen Gesandtschaft in Tanger eingesetzt. Er löste den amtierenden Gesandten Christian von Tattenbach (1846–1910) ab und war ab 25. August 1895 Geschäftsträger. Im Mai 1896 erfolgte die Ernennung von dem Bussche-Haddenhausen zum Legationsrat und im November wurde er dann aus Tanger abberufen. Von hier aus organisierte er bereits Einsatzvorbereitung für Argentinien. Dort traf er Anfang 1897 ein und übernahm am 1. Februar eine Tätigkeit an der deutschen Gesandtschaft in Buenos Aires. Hier war als Geschäftsträger Friedrich von Mentzingen (1858–1922) eingesetzt. Im Folgejahr übernahm von dem Bussche-Haddenhausendann zum 1. Juli 1898 selbst die Position des Geschäftsträgers. Ein Jahr darauf endete sein Dienst in Argentinien und er traf Reisevorbereitungen für seinen nächsten Einsatz in Ägypten. Sein Dienstantritt an der deutschen Gesandtschaft in Kairo erfolgte am 26. Februar 1900. Geschäftsträger der deutschen Gesandtschaft in Ägypten war zu dieser Zeit Maximilian von Loehr (1861–1945). Auch in Kairo verweilte er nur zwei Jahre, erhielt hier im Oktober 1902 den Charakter als Legationsrat und wechselte ab 30. Oktober an die deutsche Botschaft in London. Hier trat er am 15. Dezember 1902 als 2. Sekretär der Botschaft seinen Dienst an. Deutscher Botschafter in London war zu dieser Zeit Paul Wolff von Metternich (1853–1934). Doch endete auch hier sein Einsatz nach recht geringer Verweildauer zum 1. März 1903. Von London aus wechselte er an die Botschaft nach Washington, D.C. Als 1. Sekretär der Botschaft trat er hier am 2. Juli 1903 seinen Dienst an. Sein unmittelbarer Vorgesetzter war der deutsche Botschafter Hermann Speck von Sternburg (1852–1908). Bereits im Folgejahr wurde er Botschaftsrat. Im Mai 1906 endete von dem Bussche-Haddenhausens Einsatzzeit in den USA und er trat am 16. Juli im Auswärtigen Amt Berlin in der Abteilung IA (Politik) seine Arbeit an. Während dieser Zeit war er vorrangig als Dezernent für die Angelegenheiten Englands tätig. Im März des darauffolgenden Jahres wurde er zum Wirklichen Legationsrat mit dem Titel Vortragender Rat ernannt. Kurz vor seinem erneuten Einsatz in Argentinien wurde er am 17. Mai 1909 Geheimer Legationsrat. Anfang 1910 kehrte er nach als Gesandter nach Buenos Aires zurück. Hier war er zugleich für die Aufgaben in Paraguay zuständig. Sein Vorgänger in Argentinien war Julius von Waldthausen (1858–1935). Die Übergabe des Beglaubigungsschreibens erfolgte am 6. April 1910. Nach 4 Jahren endete auch dieser Einsatz kurz vor Ausbruch des Ersten Weltkrieges.
Bereits mitten im Krieg übernahm Hilmar Freiherr von dem Bussche-Haddenhausen als kommissarischer Leiter am 18. September 1914 die deutsche Gesandtschaft in Bukarest. Kriegsbedingt erfolgte dieser Einsatz als Gesandter in außerordentlicher Mission. Auch hier folgte er Julius von Waldthausen im Amt, der von Bukarest aus seinen Ruhestand antrat. Im Dezember 1915 wurde von dem Bussche-Haddenhausen zum Gesandten ernannt musste aber bereits im Sommer 1916, wegen des nicht erwarteten Abbruchs der diplomatischen Beziehungen mit Rumänien, kurzfristig nach Deutschland zurückkehren. Hier angekommen wurde er im September vorerst in den einstweiligen Ruhestand versetzt, kam aber bereits im November 1916 im Auswärtigen Amt in Berlin wieder zum Einsatz. Zu seinem Zuständigkeitsbereich als 2. Unterstaatssekretär gehörten die Abteilungen IA (Politik), Abteilung II (Handelspolitik), Abteilung III (Recht), die Abteilung IV (Nachrichten) und die Zentralstelle für Auslandsdienst, die im Dezember 1917 wieder der Abteilung IV angegliedert wurde. Ab 27. Januar 1918 wurde ihm der Charakter als Wirklich geheimer Rat mit dem Prädikat „Exzellenz“ verliehen. Infolge des Zusammenbruchs des Kaiserreiches und der Auflösung der staatlichen Institutionen endete sein Einsatz im Auswärtigen Amt in Berlin am 1. Januar 1919.

### Die Jahre nach 1919
In den ersten Jahren der Weimarer Republik zog sich Hilmar Freiherr von dem Bussche-Haddenhausen aus der Öffentlichkeit zurück. Ab 1928 übte er das Amt des Vorsitzenden des Vereins für das Deutschtum im Ausland bis 1931 aus. Am 10. Februar 1932 erfolgte seine Versetzung in den Ruhestand. Durch den Ankauf des mecklenburgischen Gutes Katelbogen 1936 wurde er Land- und Gutsbesitzer im Norden Deutschlands.

### Familie
Am 15. August 1899 heiratete Hilmar Freiherr von dem Bussche-Haddenhausen in Buenos Aires die Argentinierin María Eleonore Martínez de Hoz (1875–1957), die Tochter des Großgrundbesitzers (Estanciero) Narciso Martínez de Hoz, aus einer der reichsten Familie Argentiniens. Aus der Ehe gingen fünf Kinder hervor: die Tochter Mathilde, geboren am 24. Mai 1900; der Sohn Carl (auch Karl), geboren am 28. November 1901; der zweite Sohn Kurt, geboren am 22. Januar 1905; die zweite Tochter Else, geboren am 19. Mai 1914, verheiratet mit dem Diplomaten Max Löwenthal-Chlumecky, und der jüngste Sohn Hans Ernst, geboren am 24. Oktober 1916.
Hilmar Freiherr von dem Bussche-Haddenhausen starb am 19. November 1939 im argentinischen Ramos Mejía.